# طب حيوي

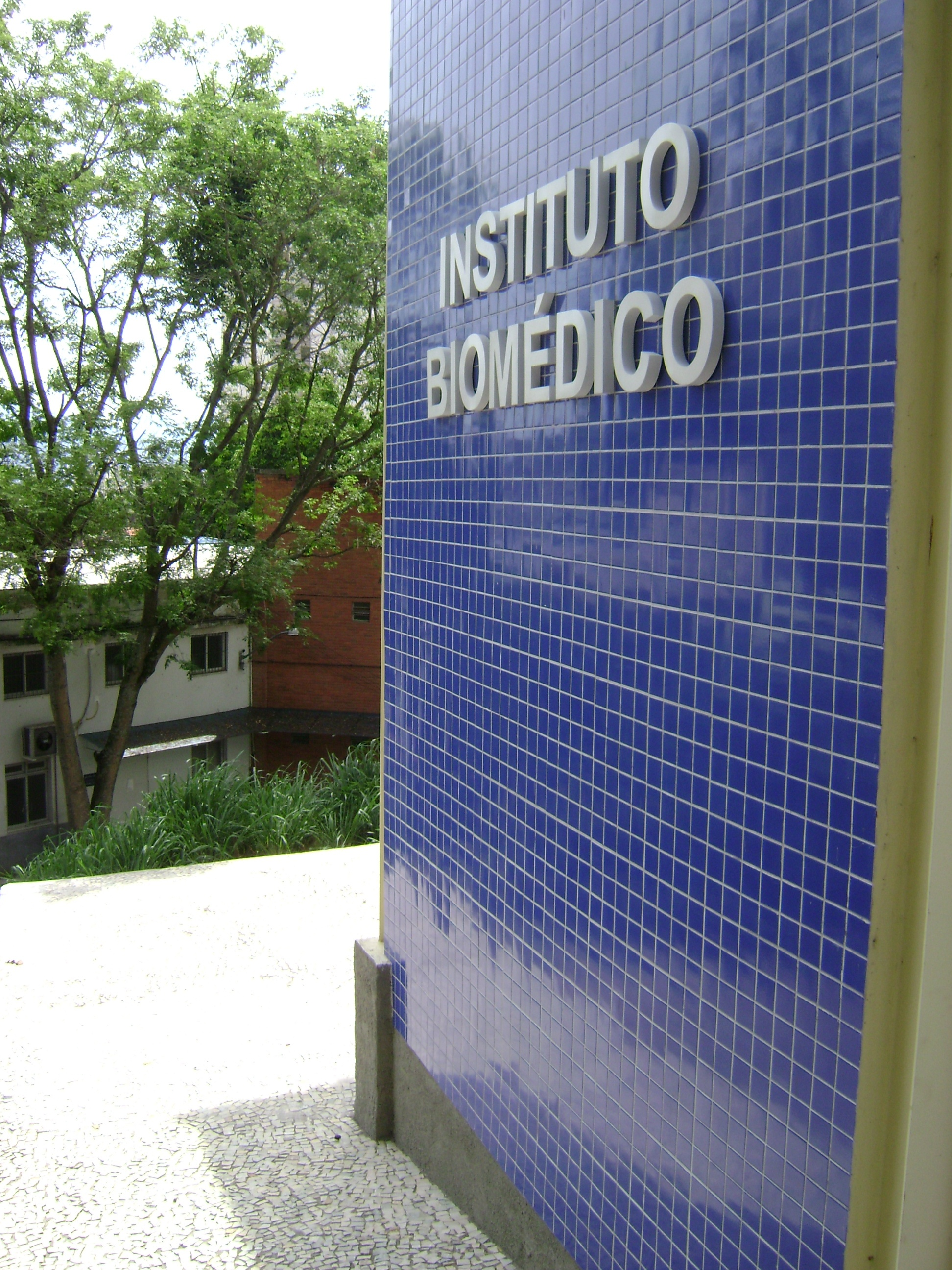

الطب الحيوي ، الذي يعرف أيضا باسم الطب النظري ، وهو مصطلح يضم المعرفة والبحث الذي هو أكثر أو أقل في مجالات الطب البشري والطب البيطري ، وعلم طب الأسنان والعلوم الأساسية في علوم الأحياء مثل الكيمياء الحيوية ، الكيمياء ، علم الأحياء ، والأنسجة ، علم الوراثة ، علم الأجنة ، التشريح ، علم وظائف الأعضاء ، علم الأمراض ، والهندسة الطبية الحيوية ، علم الحيوان ، botanics وعلم الأحياء المجهرية.
الطب الحيوي عادة لا يهتم بممارسة الطب بقدر ما هو مع المعرفة النظرية والبحث ؛ نتائجه تجعل من الممكن تكوين عقاقير جديدة فهم الجزيئية الآليات الكامنة للمرض ، وبالتالي يضع الحجر الأساس لجميع التطبيقات الطبية والتشخيص والعلاج.

## ملخص
الطب الحيوي هو حجر الزاوية في الرعاية الصحية الحديثة والتشخيص المخبري. ويتعلق بمجموعة واسعة من الأساليب العلمية والتكنولوجية: من التشخيص في المختبر باستخدام الفحوص الطبية حتى الإخصاب داخل المختبر، ومن الآليات الجزيئية للتليف الكيسي إلى الديناميات السكانية لانتشار فيروس نقص المناعة البشرية، ومن فهم التفاعلات على المستوى الجزيئي إلى دراسة التسرطن، ومن تعدد أشكال النوكليوتيدات المفردة (SNP) إلى العلاج الجيني.
يعتمد الطب الحيوي على البيولوجيا الجزيئية ويجمع بين جميع نواحي الطب الجزيئي المتطورة بنيويًا ووظيفيًا بشكل واسع، مثل الجينوم البشري، والترنسكربيتوم، والبروتيوم، والفيزيوم، والميتابولوم. يعتمد أيضًا على التوجه بشكل خاص لابتكار تقنيات جديدة للتنبؤ، والتشخيص والعلاج.
يتضمن الطب الحيوي دراسة العمليات الفسيولوجية (المرضية) بطرق متناسبة مع علم الأحياء وعلم وظائف الأعضاء. تتراوح مناهجه من فهم التفاعلات الجزيئية إلى دراسة النتائج على مستوى الجسم ككل. تُدرس هذه العمليات من وجهة نظر خاصة بالطب الحيوي بهدف الحصول على استراتيجيات جديدة للتشخيص والعلاج.
يحدد الطب الحيوي اعتمادًا على شدة المرض مشكلة المريض ويصلح المشكلة عبر التدخل الطبي المناسب. يركز الطب على علاج الأمراض أكثر من تحسين الصحة. 
في العلوم الاجتماعية، يوصف الطب الحيوي بشكل مختلف نوعًا ما. من وجهة نظر أنثروبولوجية، يمتد الطب الحيوي إلى ما وراء عالم البيولوجيا والحقائق العلمية. فهو نظام اجتماعي ثقافي يمثل الواقع بشكل جماعي. يُعتقد تقليديًا أن الطب الحيوي ليس له أي تحيز لأنه يعتمد على الممارسات القائمة على الأدلة، لكن سلط غاينز وديفيس فلويد (2004) الضوء على أن الطب الحيوي نفسه يملك أساسًا ثقافيًا؛ لأنه يعكس معايير وقيم مبتكريه.

## البيولوجيا الجزيئية
البيولوجيا الجزيئية هي عملية تخليق وتنظيم الحمض النووي الريبوزي منقوص الأكسجين والحمض النووي الريبي والبروتين داخل الخلية. تتكون البيولوجيا الجزيئية من تقنيات مختلفة بما في ذلك تفاعل البوليميراز المتسلسل، والفصل الكهربائي الهلامي، وتنشيف الجزيئات الكبيرة لمعالجة الحمض النووي.
تُجرى تفاعلات البلمرة المتسلسلة عبر وضع خليط من الحمض النووي المطلوب، وبوليميراز الدنا، والمشرعات، والقواعد النووية في آلة خاصة. تسخن الآلة وتبرد في درجات حرارة مختلفة لكسر الروابط الهيدروجينية التي تربط الحمض النووي، وتسمح بإضافة قواعد النوكليوتيدات إلى نموذجَي الحمض النووي بعد فصلها.
الفصل الكهربائي الهلامي هو تقنية تستخدم لتحديد الحمض النووي المتشابه بين عينتين غير معروفتين من الحمض النووي. تُجرى العملية عن طريق تحضير هلام الاغاروز أولًا. ستحتوي هذه الورقة التي تشبه الهلام على مساحات خاصة لوضع الحمض النووي عليها. يُطبق تيار كهربائي سينجذب بسببه الحمض النووي سالب الشحنة (بسبب مجموعات الفوسفات) إلى القطب الموجب. ستتحرك صفوف مختلفة من الحمض النووي بسرعات مختلفة لأن بعض قطع الحمض النووي أكبر من غيرها. وبالتالي، إذا أظهرت عينتان من الحمض النووي نمطًا مشابهًا على الرحلان الكهربائي، سنستنتج أنهما عينتان متطابقتان من الحمض النووي.
النشاف الجزيئي هو عملية تُجرى بعد الانتهاء من الفصل الكهربائي الهلامي. يُحضر محلول قلوي في وعاء. توضع إسفنجة في المحلول ويوضع هلام الاغاروس فوق الإسفنجة. بعد ذلك، يوضع ورق النيتروسليلوز فوق هلام الاغاروز وتُضاف مناشف ورقية فوق ورقة النيتروسليلوز من أجل تطبيق ضغط مناسب عليها. ينسحب المحلول القلوي للأعلى باتجاه المناشف الورقية. تتغير خلال هذه العملية طبيعة الحمض النووي بسبب مرور المحلول القلوي عليه، وينتقل نتيجة لذلك إلى الأعلى باتجاه ورق النيتروسليلوز. توضع الورقة بعد ذلك في وعاء بلاستيكي وتُملأ بمحلول يسمى المسبر، ويكون مليئًا بأجزاء من الحمض النووي، ومن بينها عينة الحمض النووي المرغوبة. يقوي المسبر أجزاء الحمض النووي الموجودة بالفعل في عينة النيتروسليلوز. بعد ذلك، يُغسل المسبر ليبقى عليه فقط أجزاء الحمض النووي التي ازدادت قوتها على الورق. بعد ذلك، تُلصَق الورقة على فيلم أشعة إكس. يسبب النشاط الإشعاعي تشكل شرائط سوداء على الفيلم، تسمى صورة الإشعاع الذاتي. نتيجة لذلك، لن توجد في الفيلم سوى أنماط مماثلة للحمض النووي الموجود في المسبر. يتيح لنا ذلك مقارنة تسلسلات الحمض النووي المتشابهة لعينات متعددة من الحمض النووي. ينتج عن هذه العملية قراءة دقيقة لأوجه التشابه في عينات الحمض النووي المتشابهة والمختلفة.